# Partia (zespół muzyczny)
Partia – polski zespół rockowy. Powstał w 1995 roku. W skład zespołu wchodzili: Lesław (wokal, gitara), Modern (gitara basowa) i Arkus (perkusja, saksofon, wokal). W kwietniu 1996 roku Moderna zastąpił Waldek (gitara basowa, kontrabas, wokal), którego z kolei w 2000 roku zastąpił Szewko (gitara basowa). W niezmienionym składzie zespół funkcjonował do 2003 roku, kiedy ogłoszono decyzję o zakończeniu działalności. Lesław i Arkus w 2003 roku założyli zespół Komety.

## Dyskografia
- Partia (1998)
- Dziewczyny kontra chłopcy (1999)
- Żoliborz - Mokotów (2001)
- Szminka i krew (2002)
- Tribute to Partia (2005)
- Umrzeć jak James Dean (The Best Of) (2010)